# Рисберма
Рисбе́рма (нід. rijsberm, від нід. rijs — прут, хворостина та нід. berm — вал, насип) — водопроникна частина кріплення річища каналу або річки в межах водоскидної споруди (зокрема, водозливної греблі) безпосередньо за водобоєм; складова частина флютбета.
Рисбермою запобігають розмиванню річища, гасять енергію потоку, вирівнюють і знижують швидкість його. Нею гасять також напір фільтраційного потоку в основі споруди і запобігають механічній суфозії ґрунту основи. Частину рисберми, що примикає до водобою, роблять з бетонних плит і масивів, бетонних і залізобетонних плит, з'єднаних гнучкою арматурою, а також із зрубів, заповнених каменем; кінцеву її частину — з габіонів, фашин, кам'яної накиді тощо.